# Bekeringsdrang

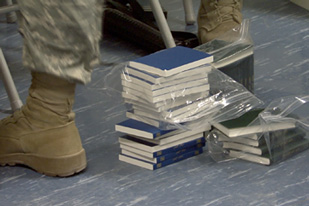
Bijbels die door een congregatie naar Baghram waren verstuurd, werden uiteindelijk in beslag genomen en verbrand.

Bekeringsdrang of proselitisme is het streven om een individu of hele groep mensen te bekeren tot je eigen overtuiging. Het begrip wordt meestal in verband gebracht met religie, en was in het verleden vaak een groepsgebeuren: als een dorpshoofd of stamhoofd door de bekeerder werd overtuigd, volgde vervolgens de hele gemeenschap.
Het woord is afgeleid van het Griekse voorvoegsel pros (naar, in de richting van) en het werkwoord erchomai (ik kom). Een proseliet is dus "iemand die erbij is gekomen", ofwel een 'bekeerling'. Het woord 'proseliet' wordt voor het eerst gebruikt in joodse teksten uit de periode van de tweede tempel. Later zagen joden echter af van het proselitisme, bekering tot het jodendom wordt zelfs niet gemakkelijk door de joodse gemeenschap geaccepteerd. Ook in het Nieuwe Testament vindt men proselitisme. Hier betekent het woord proseliet een jodengenoot, een man van niet-Joodse afkomst die zich had bekeerd tot het jodendom en daarom ook de besnijdenis had ondergaan. Daarnaast waren er ook niet-Joden die enkel vanwege het monotheïsme en de moraal sympathiseerden met het joodse geloof, maar niet zover gingen dat ze de besnijdenis ondergingen. Zij heetten vereerders van God of godvrezenden. In de islamitische wereld wordt het proseliteren van de islam aangeduid met de term dawa, wat letterlijk 'oproep' (tot de islam) betekent.
Had het woord 'proselitisme' dus oorspronkelijk een vrij neutrale betekenis, vergelijkbaar met hoe sommigen de term evangelisatie of apostolaat ervaren, in de moderne tijd heeft het steeds meer een negatieve betekenis gekregen. De volgende vier pejoratieve betekenissen zijn vaak te vinden:
1. Proselitisme als aanduiding voor opdringerige bekeringsijver in het algemeen (zieltjeswinnerij).
2. Proselitisme als aanduiding voor zendingsdrang met ongeoorloofde middelen, zoals manipulatie, dwang, of verkeerde voorlichting. Deze praktijk wordt door de meeste officiële religieuze instanties uitdrukkelijk afgewezen.[5]
3. In veel islamitische landen, waaronder Algerije,[6] Marokko,[7] Maleisië,[8] Qatar[6] en Saoedi-Arabië,[9] wordt elke poging om moslims te bekeren tot een ander geloof (meestal christendom) aangeduid als 'proselitisme' en verboden bij wet. Daarnaast is ook apostasie door moslims in veel islamitische landen strafbaar.
4. Ten slotte wordt proselitisme vaak gebruikt als aanduiding voor pogingen van christelijke stromingen om leden van andere christelijke stromingen over te halen zich aan te sluiten bij hun stroming. Zo protesteert de Russisch-Orthodoxe Kerk bijvoorbeeld fel tegen pogingen van andere christelijke geloofsgemeenschappen, zoals baptisten, om te werven onder leden van de Orthodoxe Kerk.[10] Inmiddels hebben veel kerken met elkaar afspraken gemaakt om deze praktijken tegen te gaan.[11]